# Miłość – zawiłość 2
Miłość – zawiłość 2 (ros. Любовь-морковь 2, Lubow-morkow 2) – rosyjska komedia z 2008 roku w reżyserii Maksima Pieżemskiego. Sequel filmu Miłość – zawiłość z 2007 roku. Po raz kolejny w roli Mariny zagrała rosyjska piosenkarka i aktorka Kristina Orbakaitė.
Film doczekał się kontynuacji filmu Miłość – zawiłość 3 z 2011 roku.
Premiera filmu miała miejsce 23 grudnia 2008 roku w Rosji.

## Fabuła
Mija dziesięć lat od dnia, kiedy Andriej (Gosza Kucenko) i Marina (Kristina Orbakaitė) zamienili się ciałami. W rodzinie Gołubiowów zanosi się kolejne prawdziwe trzęsienie ziemi. Tym razem powodem są ich dzieci – Gleb i Swieta, bliźniaki, które czują się zapomniane przez wiecznie zapracowanych rodziców.

## Obsada
- Kristina Orbakaitė jako Marina Gołubiowa
- Gosza Kucenko jako Andriej Gołubiow
- Denis Paramonow jako Gleb Gołubiow
- Alina Bułynko jako Swieta Gołubiowa
- Lidia Wielieżewa jako Lewickaja Jelizawieta Fiodorowna
- Kirył Płetniew jako Sińkow
- Olga Orłowa jako Lena, koleżanka Mariny
- Andriej Urgant jako Oleg Lwowicz Neron
- Daria Drozdowskaja jako Sonia, koleżanka Mariny
- Michaił Kozakow jako doktor Kogan